# Pieve di Val'Assina
La Valassina o pieve di San Giovanni Battista di Valassina o pieve di Asso (in latino: Plebis Valassinensis o Plebis Sancti Johannis Baptistae Valassinensis o Plebis Assiensis) era il nome di un'antica pieve dell'Arcidiocesi di Milano e del Ducato di Milano con capopieve Asso.
Il patrono era san Giovanni Battista, al quale è ancora oggi dedicata la chiesa prepositurale di Asso.

## Storia
La pieve di Asso risulta testimoniata per la prima volta in un documento del 1018, anche se sappiamo che la primitiva chiesa era stata dedicata a san Giovanni evangelista. Risale probabilmente al XIII secolo la dedicazione a san Giovanni Battista, in quanto è Goffredo da Bussero il primo a riportare la capopieve della Valle Assina sotto questo titolo.
L'attuale titolazione deriva probabilmente da uno scambio con quella dell'antico battistero plebano, situato nelle vicinanze della chiesa plebana e successivamente trasformato in quella che oggi è la chiesa assese del Santo Crocefisso.
Sappiamo inoltre che, fin dall'XI secolo, alcuni territori della pieve di Asso le erano stati separati a favore del monastero di Sant'Ambrogio di Milano, il quale già nel IX secolo aveva molti possedimenti in queste terre, ove esercitava una giurisdizione più civile che spirituale.
Nel 1359 apprendiamo che il collegio canonicale di Asso constava di quattro canonici oltre al prevosto, anche se all'epoca della visita dell'arcivescovo Gabriele Sforza il 17 luglio 1455, sappiamo che i vari canonicati erano già saliti a dodici, per diminuire poi a dieci al tempo di san Carlo Borromeo e quindi stabilizzarsi nei secoli seguenti.
Col Rinascimento la pieve assunse anche una funzione amministrativa civile come ripartizione locale della provincia del Ducato di Milano, al fine di ripartire i carichi fiscali e provvedere all'amministrazione della giustizia, sotto la guida di un consiglio generale composto da sedici membri, quattro da ciascuno dei quattro quadranti della valle. Sottoposta per molti secoli ad un potere anche temporale dell'arcivescovo di Milano, la Valassina fu eretta a baronia dall'Imperatore Carlo V.
Fino al concilio di Trento, nessuno dei canonici e tantomeno il prevosto risiedevano entro la pieve e le funzioni del parroco erano esercitate da un viceprevosto nominato dal vicario generale, che rimase agente sino al 1570. Dal 1505 Asso ospitò anche una comunità monastica che venne sottoposta all'autorità plebana che ne approvò gli statuti in quanto esso era composto di donne votatesi alla regola benedettina. Tale monastero venne però soppresso il 31 marzo 1568 ed unito da san Carlo Borromeo al monastero del Lentasio di Milano. Sempre al periodo post-tridentino, anche Asso divenne sede di una vicaria, coincidente con l'ambito territoriale della pieve.
Dal punto di vista civile, la pieve amministrativa fu oggetto di un esperimento riformatore di stampo illuminista da parte dell'imperatore Giuseppe II, che nel 1786 la incluse nella provincia di Como, provvedimento però cancellato dopo soli cinque anni dal fratello Leopoldo II, imperatore ben più conservatore. La pieve fu poi soppressa nel 1797 in seguito all'invasione di Napoleone e alla conseguente introduzione di un nuovo ma effimero distretto. L'arrivo dei rivoluzionari giacobini ebbe anche una conseguenza religiosa, dato che il 10 aprile 1797 le parrocchie di Sant'Ambrogio di Limonta e Civenna, erano state fin dal Trecento definitivamente sottoposte alla signoria dell'abate del monastero di Sant'Ambrogio di Milano, tornarono ad essere comprese entro i confini della pieve per l'abolizione dei feudi imperiali.
La pieve religiosa resistette poi sino al 1972 quando, assieme a tutte le altre pievi lombarde, venne soppressa dai decreti del cardinale Giovanni Colombo, il quale istituì i moderni decanati, di cui Asso divenne una sede. Il suo vecchio territorio ricade sotto il decanato di Asso e comprendente 15 parrocchie, di cui due prepositurali.

## Territorio
Nella seconda metà del XVIII secolo, il territorio della pieve era così suddiviso:
| Pieve civile                                        | Pieve ecclesiastica                               |
| Comune di Asso Comune di Pagnano Comune di Scarenna | Parrocchia prepositurale di San Giovanni Battista |
| Comune di Barni                                     | Parrocchia dei Santi apostoli Pietro e Paolo      |
| Comune di Caglio                                    | Parrocchia dei Santi Gervaso e Protaso            |
| Comune di Lasnigo                                   | Parrocchia della Presentazione di Maria Vergine   |
| Comune di Magreglio                                 | Parrocchia di Santa Maria vergine                 |
| Comune di Onno                                      | Parrocchia di San Pietro martire                  |
| Comune di Rezzago                                   | Parrocchia di Santa Maria Nascente                |
| Comune di Sormano                                   | Parrocchia di Sant'Ambrogio                       |
| Comune di Valbrona                                  | Parrocchia dei Santi Apollinare e Materno         |
| Comune di Visino                                    | Parrocchia della Beata Vergine Assunta            |